# Miguel Ángel Silvestre
Miguel Ángel Silvestre Rambla (Castellón de la Plana, 6 de abril de 1982) es un actor español de cine y televisión principalmente conocido por sus interpretaciones en Motivos personales como Nacho Mendoza, de El Duque en la serie de televisión Sin tetas no hay paraíso (2008-2009), Alberto Márquez en Velvet (2014-2016), Lito Rodríguez en la serie internacional de Netflix Sense8 (2015-2018), a Pablo Ibar en la serie En el corredor de la muerte y a Moisés en la también serie original de la plataforma Sky Rojo (2021-2022).

## Biografía
Miguel Ángel  es hijo de Miguel Ángel Silvestre Vara, un fisioterapeuta (fallecido el 11 de diciembre de 2018) y de una gestora de banca. Estaba destinado a ser tenista profesional, pero una lesión en el hombro truncó su carrera. Llegó a cursar estudios de fisioterapia, hizo sus pinitos como modelo y finalmente acabó siendo actor. Estudió interpretación, expresión corporal, baile moderno y acrobacia.

## Trayectoria
Sus comienzos en el mundo de la interpretación fueron en el año 2002 en el teatro Raval de Castellón con la obra Verdadero Oeste, de Sam Shepard. En 2003, protagonizó en el Teatro Art en Brut la obra P O R N O, de Mario Fraty. En 2004, actuó en la obra teatral Noches de amor efímero, de Paloma Pedrero. Ese mismo año, hizo un personaje episódico en la serie de televisión Mis adorables vecinos. Además, fue la primera vez que interpretó a un personaje de reparto en la película A golpes del director Juan Vicente Córdoba, como un chico que ponía música durante breves segundos. Sería en 2005 cuando interpretaría a un personaje secundario, Javi, un chico amigable, en la película Vida y color de Santiago Tabernero e interpretó su primer personaje en una serie de televisión en Motivos personales.
En 2006 obtuvo su primer personaje protagonista en la película La distancia de Iñaki Dorronsoro, interpretando a un boxeador con problemas. Fue en esta película donde ganó dos premios: Premio Un Futuro de Cine en la XX Edición de Cinemajove Valencia y Mejor Actor Revelación en Cinespaña realizada en Toulouse (Francia). En 2008 protagonizó la película 3:19, de Dany Saadia, donde dio vida a Ilan, un enfermo terminal de cáncer. Por este papel recibió el Premio Palmera de Oro a la mejor interpretación masculina, en la XXIX edición de la Mostra de Valencia (2008). Ese año protagonizó el filme Zhao, de Susi Gozalvo, donde interpretó a Martín, un cariñoso y comprensivo fotógrafo con su novia Zhao. Asimismo, interpretó a dos personajes protagonistas (los hermanos mellizos Marco y Roberto) en la película Reflections, de Bryan Goeres.
En 2008 regresó a la televisión para interpretar al narcotraficante Rafael Duque en la serie de Telecinco Sin tetas no hay paraíso, en la que se mantuvo durante dos temporadas. Fue este papel el que le catapultaría a la fama nacional y le otorgó premios importantes. En 2010 dio el salto a Italia con su participación en la película L'imbroglio nel Lenzuolo, en castellano La trampa de la luz. También protagonizó la miniserie Alakrana en Telecinco, ambientada en el secuestro del atunero español por piratas, dirigida por Salvador Calvo. En 2011 fue el protagonista de la película Verbo que se estrenó en el Festival de Cine de San Sebastián y en el Festival de Cine de Sitges y que estuvo dirigida por Eduardo Chapero-Jackson.
En 2012 protagonizó junto a Leonor Watling, la película Lo mejor de Eva, del director Mariano Barroso. Además de The Pelayos, película basada en la historia real de una familia que con sus estudiadas apuestas obtuvo grandes premios en varios casinos del mundo, de Eduard Cortés, también participó en Todo es silencio de José Luis Cuerda, en la que interpreta a Víctor Brinco (narcotraficante), basada en la novela homónima escrita por Manuel Rivas.
En 2013, fue uno de los elegidos para protagonizar la comedia Los amantes pasajeros, del conocido director Pedro Almodóvar, que se estrenó el 8 de marzo. Además, estrenó la película Alacrán enamorado, basada en una novela de Carlos Bardem y dirigida por Santiago A. Zannou, protagonizándola junto a Álex González. En febrero de 2013, fichó por la cadena Antena 3 para protagonizar la serie Velvet que se presentó en la localidad de Noia (Galicia), donde da vida a Alberto y comparte reparto con Paula Echevarría, Adrián Lastra, José Sacristán y Marta Hazas, entre otros. En la serie se mantuvo hasta la tercera temporada de la serie en el elenco principal, mientras que tuvo un papel recurrente en su última y cuarta temporada.
En junio de 2014, fichó por la serie, original de Netflix Sense8 de Estados Unidos, que se estrenó en 2015 y donde interpretó a Lito Rodríguez junto con el actor mexicano Alfonso Herrera hasta el final de la serie en 2018. A finales de 2016, anunció su participación en la tercera temporada de la serie original de Netflix, Narcos.
En 2018 participó en el largometraje Ibiza, también en la plataforma Netflix, donde interpretó a Manny. En 2019 protagonizó la película mexicana La boda de mi mejor amigo, adaptación de la película homónima de 1997. También estrenó la miniserie En el corredor de la muerte de Movistar+. En 2020, se estrenó como uno de los protagonistas de la superproducción de HBO 30 monedas, serie de Álex de la Iglesia. Un año más tarde, protagonizó la serie de Netflix Sky Rojo, del creador Álex Pina, durante sus dos temporadas. Además, se confirmó su incorporación para el elenco principal de la quinta parte de La casa de papel, creada también por Álex Pina, y que fue estrenada en Netflix a nivel mundial en 2021. En la serie interpreta a René, expareja de Tokio (Úrsula Corberó). También se anunció su papel protagónico para la serie mexicana Los enviados, la primera serie de ViacomCBS junto al director y guionista argentino Juan José Campanella.
Su popularidad y dedicación a los gimnasios le llevó a protagonizar la portada de una revista española con un desnudo integral. A lo largo del tiempo y de sus viajes y rodajes ha sido asiduo a muchos gimnasios, siguiendo una rutina de ejercicios que comparte desde diversos medios. Según un estudio, está considerado entre los españoles más atractivos.
Durante 2024 rodó la miniserie Weiss & Morales, una serie procedimental (los episodios son auto conclusivos), donde interpreta al detective Raúl Morales. La serie se estrenó el 23 de mayo de 2025 en La 1 de Televisión Española.

## Filmografía

### Cine
| Año  | Título                    | Personaje                 | Director                |
| ---- | ------------------------- | ------------------------- | ----------------------- |
| 2005 | A golpes                  | Yughio                    | Juan Vicente Córdoba    |
| 2005 | Vida y color              | Javi                      | Santiago Tabernero      |
| 2006 | La distancia              | Daniel                    | Iñaki Dorronsoro        |
| 2008 | 3:19                      | Ilan                      | Dany Saadia             |
| 2008 | Zhao                      | Martín                    | Susi Gozalvo            |
| 2008 | Reflections               | Marco y Roberto (gemelos) | Bryan Goeres            |
| 2010 | La trampa de la luz       | Giocondo                  | Alfonso Arau            |
| 2011 | Verbo                     | Líriko                    | Eduardo Chapero-Jackson |
| 2011 | Lo mejor de Eva           | Rocco                     | Mariano Barroso         |
| 2012 | The Pelayos               | Alfredo                   | Eduard Cortés           |
| 2012 | Todo es silencio          | Víctor Brinco             | José Luis Cuerda        |
| 2013 | Los amantes pasajeros     | Novio                     | Pedro Almodóvar         |
| 2013 | Alacrán enamorado         | Luis                      | Santiago Zannou         |
| 2017 | Ferdinand                 | El Primero (voz)          | Carlos Saldanha         |
| 2018 | Ibiza                     | Manny                     | Alex Richanbach         |
| 2019 | La boda de mi mejor amigo | Jorge                     | Celso R. García         |

### Televisión
| Año       | Título                      | Personaje               | Notas                                 |
| --------- | --------------------------- | ----------------------- | ------------------------------------- |
| 2004      | Mis adorables vecinos       | Monitor                 | 1 episodio                            |
| 2005      | Motivos personales          | Nacho Mendoza           | Elenco principal; 13 episodios        |
| 2008-2009 | Sin tetas no hay paraíso    | Rafael Duque «El Duque» | Elenco principal; 28 episodios        |
| 2011      | Alakrana                    | Capitán Ruiz            | Elenco principal; 2 episodios         |
| 2012      | Aída                        | Miguel Ángel            | 1 episodio                            |
| 2014-2016 | Velvet                      | Alberto Márquez Navarro | Elenco principal; 55 episodios        |
| 2015-2018 | Sense8                      | Lito Rodríguez          | Elenco principal; 24 episodios        |
| 2017      | Narcos                      | Franklin Jurado         | 5 episodios (recurrente; temporada 3) |
| 2019      | En el corredor de la muerte | Pablo Ibar              | Protagonista (miniserie)              |
| 2019      | Velvet Colección            | Alberto Márquez Navarro | 1 episodio                            |
| 2020-2023 | 30 monedas                  | Paco                    | Elenco principal; 16 episodios        |
| 2021      | La casa de papel            | René                    | 2 episodios (temporada 5)             |
| 2021-2023 | Sky Rojo                    | Moisés Expósito         | Elenco principal; 24 episodios        |
| 2021-2023 | Los enviados                | Simón Antequera         | Protagonista; 16 episodios            |
| 2025      | Weiss & Morales             | Raúl Morales            | Protagonista; 4 episodios             |

### Teatro
| Año  | Título                 | Director       |
| ---- | ---------------------- | -------------- |
| 2002 | Verdadero oeste        | Sam Shepard    |
| 2003 | Porno                  | Mario Fraty    |
| 2004 | Noches de amor efímero | Paloma Pedrero |

## Premios y distinciones
Premios Goya
| Año  | Categoría              | Trabajo      | Resultado |
| ---- | ---------------------- | ------------ | --------- |
| 2006 | Mejor actor revelación | La distancia | Nominado  |

Premios Feroz
| Año  | Categoría                             | Trabajo                     | Resultado |
| ---- | ------------------------------------- | --------------------------- | --------- |
| 2019 | Mejor actor protagonista de una serie | En el corredor de la muerte | Nominado  |

Unión de Actores y Actrices
| Año  | Categoría                              | Trabajo                     | Resultado |
| ---- | -------------------------------------- | --------------------------- | --------- |
| 2009 | Mejor actor revelación                 | Sin tetas no hay paraíso    | Nominado  |
| 2014 | Mejor actor de reparto en cine         | Alacrán enamorado           | Nominado  |
| 2019 | Mejor actor protagonista de televisión | En el corredor de la muerte | Nominado  |

Fotogramas de Plata
| Año  | Categoría                                             | Trabajo                  | Resultado |
| ---- | ----------------------------------------------------- | ------------------------ | --------- |
| 2008 | Mejor actor de televisión Actor más buscado en la red | Sin tetas no hay paraíso | Ganador   |

Premios Ondas
| Año  | Categoría                                      | Trabajo                     | Resultado |
| ---- | ---------------------------------------------- | --------------------------- | --------- |
| 2008 | Mejor intérprete masculino en ficción nacional | Sin tetas no hay paraíso    | Ganador   |
| 2019 | Mejor intérprete masculino en ficción nacional | En el corredor de la muerte | Ganador   |

Biznaga de Plata
| Año  | Categoría   | Trabajo | Resultado |
| ---- | ----------- | ------- | --------- |
| 2007 | Mejor actor | Zhao    | Ganador   |

Festival de Cine de España de Toulouse
| Año  | Categoría              | Trabajo      | Resultado |
| ---- | ---------------------- | ------------ | --------- |
| 2005 | Mejor actor revelación | La distancia | Ganador   |

Premios Pétalo
| Año  | Categoría   | Trabajo                  | Resultado |
| ---- | ----------- | ------------------------ | --------- |
| 2008 | Mejor actor | Sin tetas no hay paraíso | Ganador   |

Otros
- Premio Ocio y Espectáculo, concedido por la Radio Castellón Cadena Ser (2007).
- Premio Comunicación Audiovisual, otorgado por Onda Cero Castellón (2008).
- Premio Mejor Embajador de Castellón en el exterior, otorgado por Castelló Jove (2008).
- Premio Camaleón de Honor al Mejor Actor Revelación de Televisión, en la Novena Edición del Festival de Islantilla (2008).
- Premio en la Sección de Televisión de la Séptima Edición de los Micrófonos de Oro (2008).
- Premio Especial V&T a Hombre del año, de Cosmopolitan TV (2008).
- Premio del Público "Ciudad de Alicante" en la Sexta edición del Festival de Cine de Alicante (2009).
- Nominado a Premio Iris a la mejor interpretación masculina por sus interpretaciones en Sin tetas no hay paraíso (serie de televisión española), Velvet (serie de televisión) y En el corredor de la muerte.